# Dragmacidon reticulatum
Dragmacidon reticulatum é uma espécie de esponja marinha pertencente à família Axinellidae, encontrada em recifes de coral no Mar do Caribe e ao longo do litoral brasileiro, onde ocorre nas regiões Nordeste, Sudeste e Sul.